# Rhadamantys
För himlakroppen, se 38083 Rhadamanthus.
Rhadamantys, Rhadamanthys eller Rhadamanthus var i grekisk mytologi bror till kung Minos på Kreta, son till Zeus och Europa. Rhadamantys omnämns framför allt som härskare över de Elyseiska fälten där han framträder som domare och lagstiftare. Under sin livstid ska han ha styrt över några öar i Kykladerna.